# Surahammar
För andra betydelser, se Surahammar (olika betydelser).
Surahammar uttal (fil) är en tätort och centralort i Surahammars kommun. Den största privata arbetsgivaren på orten, ståltillverkaren Surahammars Bruks AB, har anor från 1500-talet.

## Historia
Under Gustav Vasas regering fanns i Surahammar en hammare. Man vet dock inte när driften startade, men det måste ha varit före år 1561. 1637 uppfördes en hammare med två härdar av Axel Oxenstierna på den plats där det nuvarande bruket ligger. 1866 började järnvägshjul och axlar att tillverkas och har sedan dess varit en viktig del av produktionen.
Mot slutet av 1800-talet minskade försäljningen av järnvägsmaterial. Brukets dotterbolag Vagnfabriks-Aktiebolaget i Södertälge (Vabis) sökte därför efter nya produkter att sälja. Den nyanställde ingenjören Gustaf Erikson skickades på studieresa till Europa och tillbaka i Surahammar byggde han Sveriges första förbränningsmotordrivna bil, vilket var en egen konstruktion med fotogenmotor. Vabis första bil till försäljning kom ut på marknaden år 1901.

### Befolkningsutveckling
| Befolkningsutvecklingen i Surahammar 1950–2020 | Befolkningsutvecklingen i Surahammar 1950–2020 | Befolkningsutvecklingen i Surahammar 1950–2020 | Befolkningsutvecklingen i Surahammar 1950–2020 | Befolkningsutvecklingen i Surahammar 1950–2020 |
| ---------------------------------------------- | ---------------------------------------------- | ---------------------------------------------- | ---------------------------------------------- | ---------------------------------------------- |
|                                                |                                                |                                                |                                                |                                                |
| År                                             |                                                |                                                | Folkmängd                                      | Areal (ha)                                     |
| 1950                                           | 1950                                           |                                                | 4 834                                          |                                                |
| 1960                                           | 1960                                           |                                                | 6 109                                          |                                                |
| 1965                                           | 1965                                           |                                                | 6 322                                          |                                                |
| 1970                                           | 1970                                           |                                                | 6 441                                          |                                                |
| 1975                                           | 1975                                           |                                                | 6 509                                          |                                                |
| 1980                                           | 1980                                           |                                                | 6 850                                          |                                                |
| 1990                                           | 1990                                           |                                                | 7 083                                          | 545                                            |
| 1995                                           | 1995                                           |                                                | 6 919                                          | 550                                            |
| 2000                                           | 2000                                           |                                                | 6 350                                          | 550                                            |
| 2005                                           | 2005                                           |                                                | 6 276                                          | 550                                            |
| 2010                                           | 2010                                           |                                                | 6 179                                          | 549                                            |
| 2015                                           | 2015                                           |                                                | 6 270                                          | 497                                            |
| 2020                                           | 2020                                           |                                                | 6 421                                          | 514                                            |
| Anm.: Kyrkbyn Sura utbruten 2015.              |                                                |                                                |                                                |                                                |

## Kultur och museer
Hembygdsgården innehåller historiska byggnader med föremål, servering hela året vid evenemang. 
Stenhuset används för konstutställningar och är även start och mål för den "historiska vandringen" på 2,5 km med informationstavlor med unika historiska bilder.
Gyllene Hjulet MC-museum, Surahammar innehåller förutom motorcyklar och cyklar en körbar replika av Sveriges första bil, Gustaf Erikssons åkvagn från 1897. Museibyggnaden har unika väggmålningar.
Surahammars bruksmuseum visar produktionskedjan från tackjärn till järnvägshjul.

## Fotogalleri

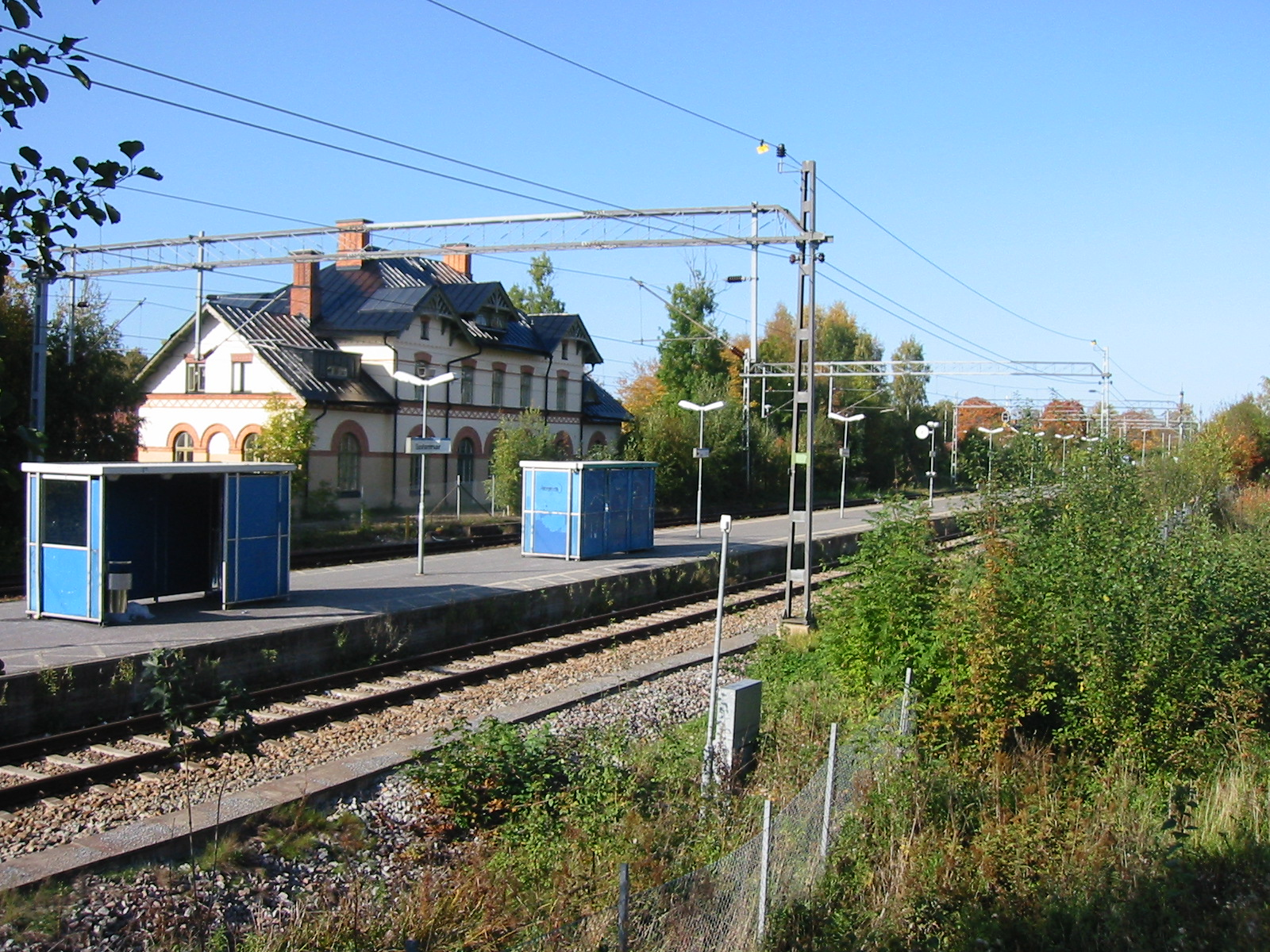
Järnvägsstationen i Surahammar.
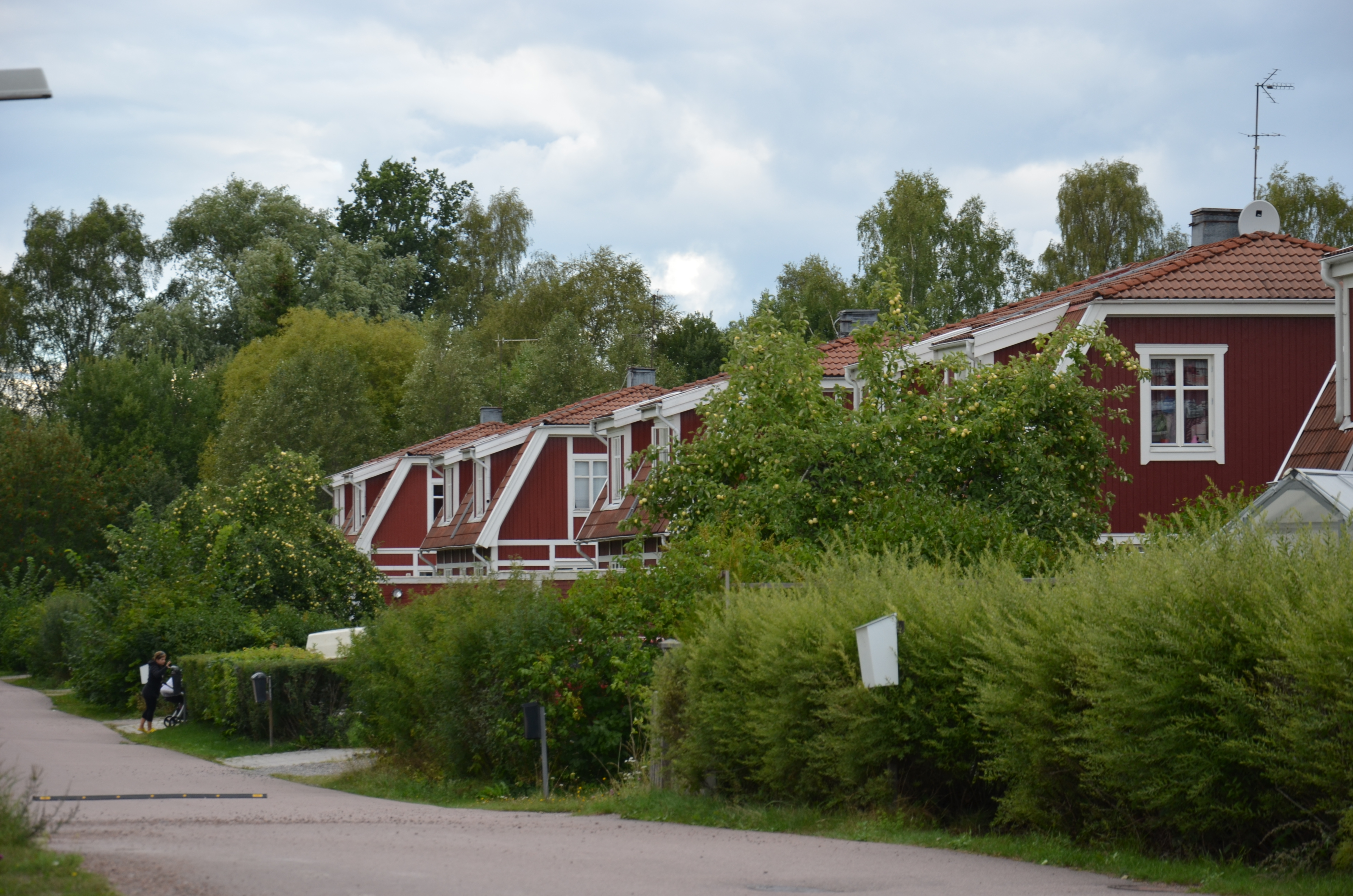
Bruksbostäder vid Bruksgatan/Elevgränd.
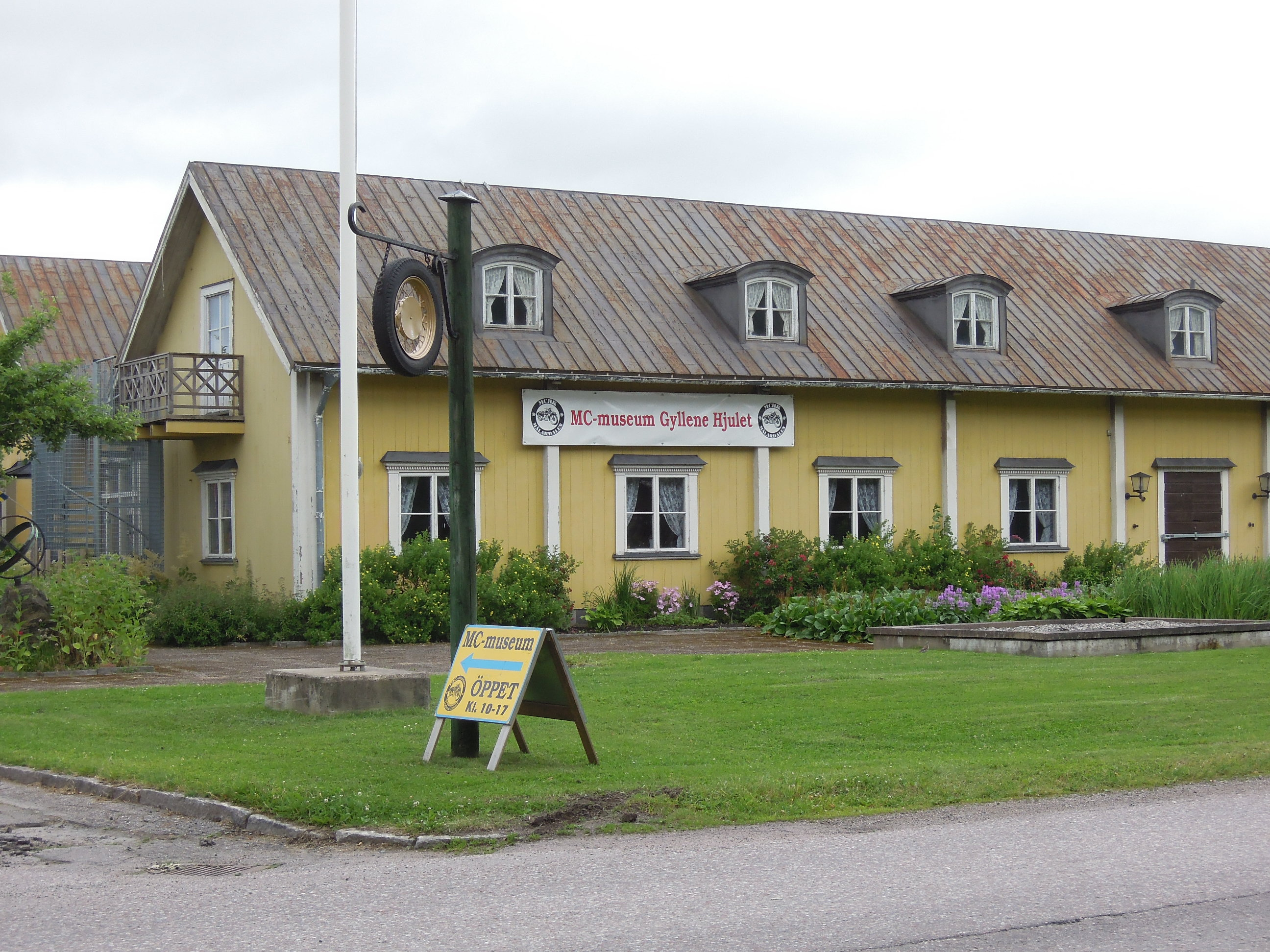
MC-museet i Surahammar.
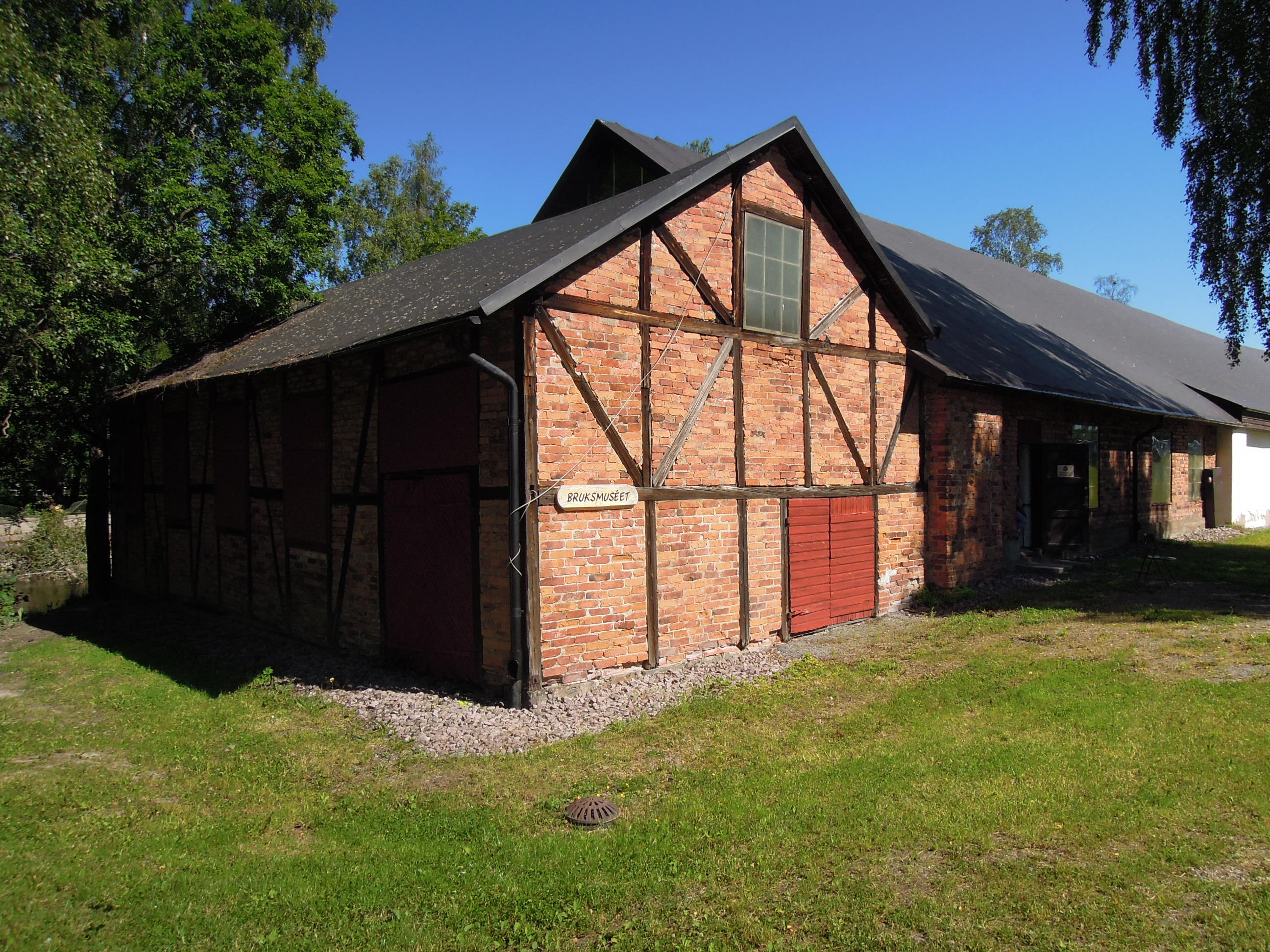
Bruksmuseet.

## Sport

### Sportklubbar
- Surahammars FK (fotboll)
- Surahammars IBF (innebandy)
- Surahammars GK (golf)
- Surahammars SOK (orientering)
- Surahammars BMF (badminton)
- Surahammars IF (flera grenar)
- Surahammars RF ([ridning])

## Kända personer från Surahammar
- Nils-Aron Berge - konstnär
- Per "Pelle" Bäckman - ishockeyspelare och ishockeytränare
- Ingrid Carlberg - journalist och författare
- Mats Carlsson - snickare och tv-profil
- Ove Dahlberg - ishockeydomare och fotbollsdomare
- Lennart Elworth, serietecknare
- Stig-Göran "Stisse" Johansson - ishockeyspelare och tränare
- Mikael Karlberg - ishockeyspelare
- Pär Agne "Pära" Karlström - ishockeymålvakt
- Ronald "Sura-Pelle" Pettersson - ishockeyspelare
- Dennis Rasmussen - ishockeyspelare
- Gerhard 'Gerry' T. Rooth - journalist och fotbollsspelare
- Daniel Rydmark - ishockeyspelare
- Tommy Salo - ishockeymålvakt och fd sportchef i Leksands IF
- Åsa Svensson - tennisspelare
- Eric Thorsell - förkämpe för homosexuellas rättigheter
- Magnus Wahlström - entreprenör
- Claes-Bertil Ytterberg - biskop emeritus
- Martin Regborn - orienterare och EM-medaljör